# Божьи коровки
Бо́жьи коро́вки, или кокцинелли́ды (лат. Coccinellidae), — семейство жуков. Тело выпуклое, округлое или овальное. Хорошо заметны благодаря яркой «предостерегающей» окраске, представленной разными комбинациями красного, жёлтого, белого и чёрного цвета, преимущественно с чёрными пятнами на основном светлом фоне, реже — наоборот. Длина тела от 0,8 до 18 мм, обычно 4—7 мм. Будучи потревоженными, жуки выделяют из коленных сочленений капельки едкой гемолимфы оранжевого цвета, благодаря чему несъедобны для большинства насекомоядных позвоночных. Божьи коровки и их личинки — хищники, питающиеся тлями, червецами и другими мелкими насекомыми, немногие виды являются растительноядными. Семейство включает около 8000 видов. Распространены практически по всему земному шару, за исключением Антарктиды и зон с многолетней мерзлотой.

## Описание

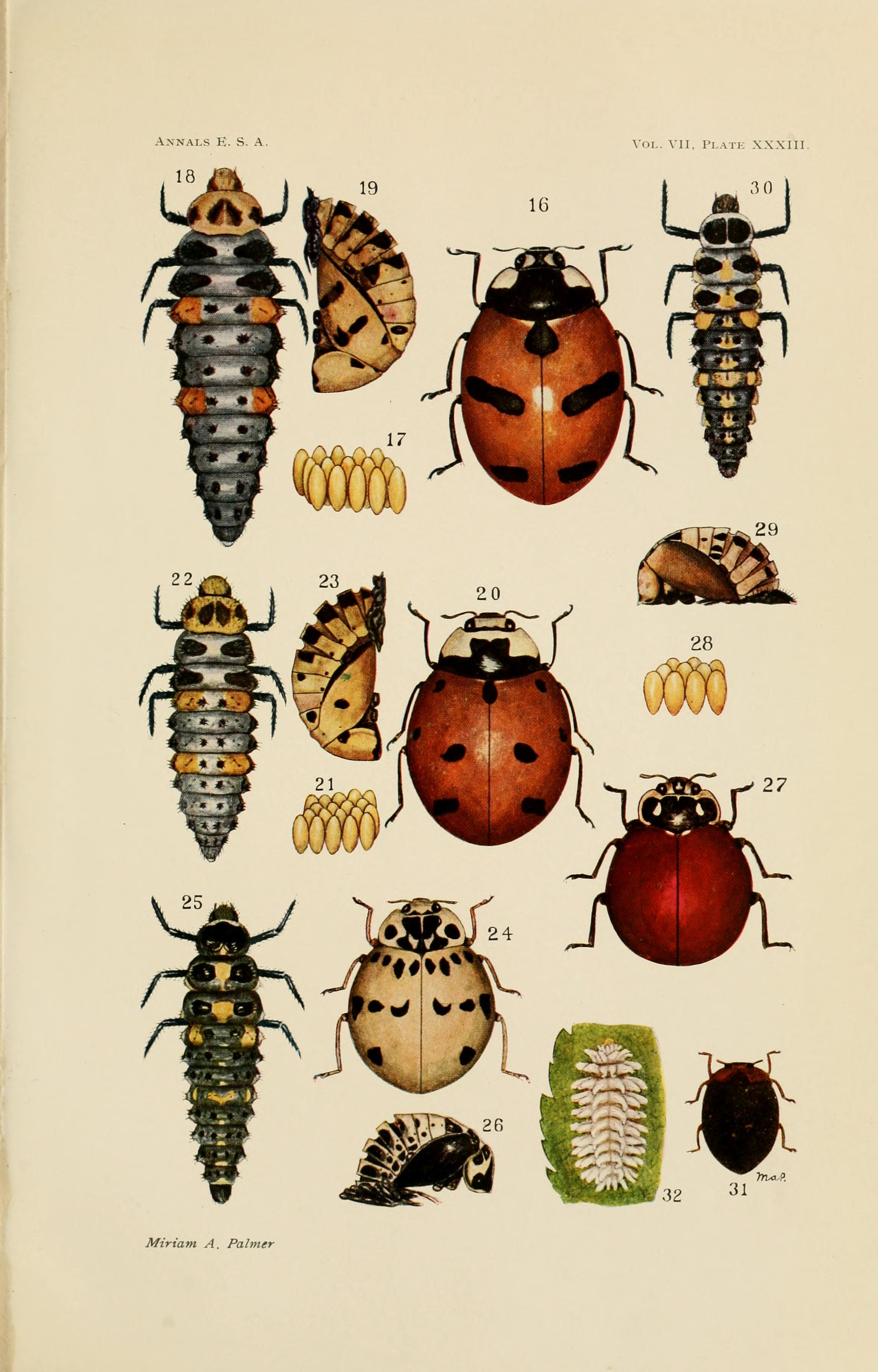

Мелкие жуки с длиной тела от 0,8 (род Carinodulinka) до 18 мм (род Megalocaria). Тело овальной или округло-овальной формы, сильно выпуклое сверху, практически полушаровидное или яйцевидное. Нижняя сторона тела почти плоская или слабовыпуклая. У некоторых групп божьих коровок тело продолговато-овальной формы, уплощённое в той или иной степени. Поверхность тела преимущественно голая — без волосков и щетинок, реже покрыта мелкими волосками. Голова короткая, небольшого размера, может быть вытянута в продольном или поперечном направлении. Глаза крупные, часто с выемкой на переднем крае. Усики различной длины, изредка длиннее головы, состоят из 8—11 члеников, прикрепляются по бокам переднего края головы и способны подгибаться под голову. Конец усика резко расширен и образует утолщение — булаву. Форма последнего и предпоследнего члеников булавы усиков у разных родов бывает различной, что учитывается при идентификации видов. Ротовой аппарат грызущего типа. Верхние челюсти массивные, серповидной формы. У растительноядных видов (подсемейство Epilachinae) на вершине они имеют многочисленные зубцы. У хищных видов и питающихся грибками и пыльцой растений (подсемейство Coccinellinae) верхние челюсти на вершине имеют два острых зубца. Нижняя губа удлиненная, реже поперечная.
Переднегрудь подвижно сочленена со среднегрудью, которая, в свою очередь, неподвижно соединена с заднегрудью. Передне- и среднегрудь вытянуты поперечно. Заднегрудь широкая, практически квадратная, намного длиннее среднегруди. Переднегрудь божьих коровок на вершине прямая, имеет развитые кили, которые иногда могут отсутствовать. Среднегрудь у большинства видов прямая, у представителей некоторых родов впереди с треугольной вырезкой. Щиток хорошо развитый. Переднеспинка обычно расширена у основания и закруглена, выпуклая и поперечная, шире головы, имеет вырезку разной формы на переднем крае. Она, как правило, с пятнами или с рисунком из слившихся пятен. Края переднеспинки могут быть окаймлены: имеют бортик и отделены от диска вдавленной линией — кантом.

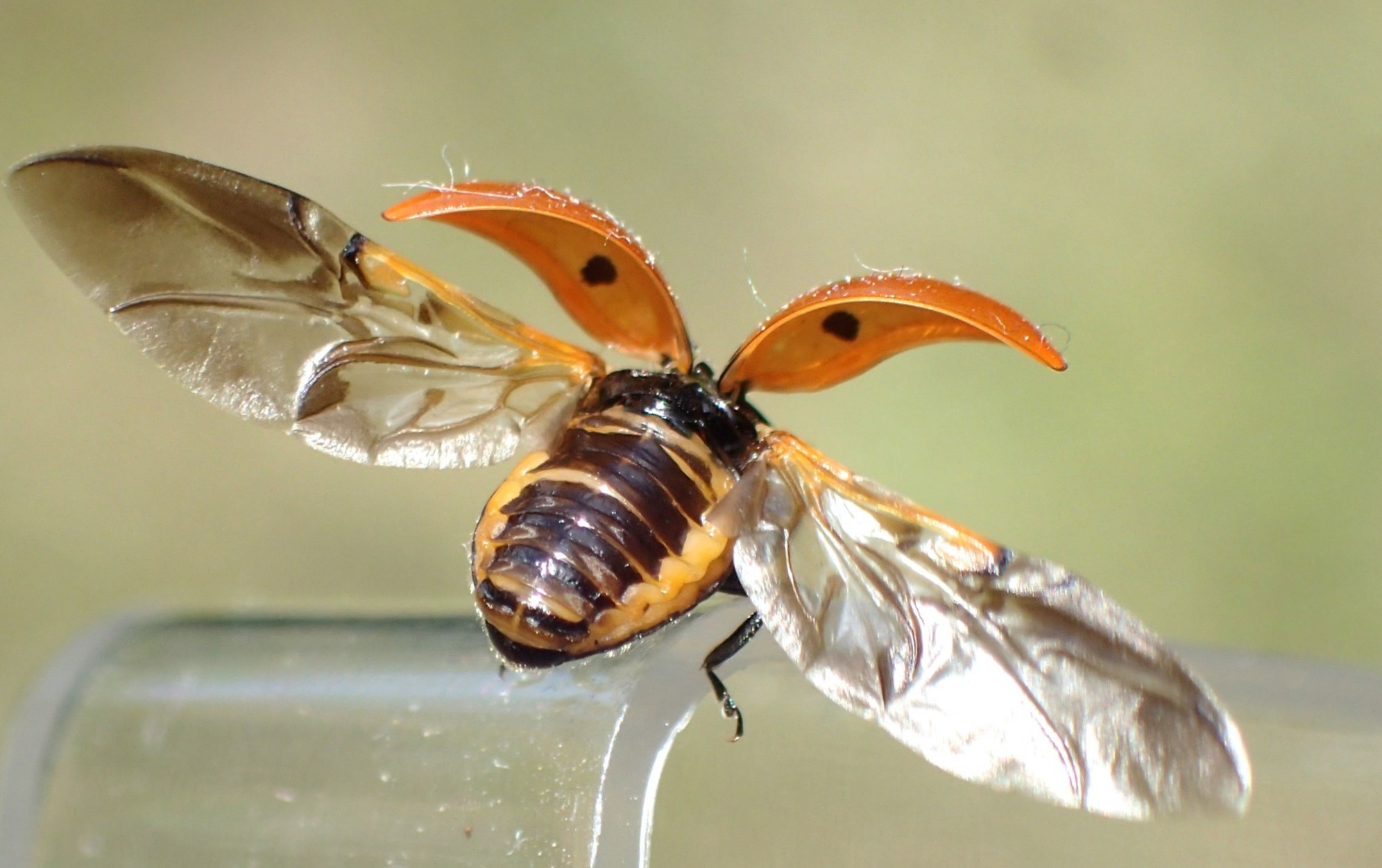
Семиточечная коровка с расправленными крыльями

Надкрылья у божьих коровок закруглены, редко их наружные края бывают параллельны друг другу. Обычно надкрылья узко окаймлены, у некоторых родов (Halyzia) распластаны. Боковой край надкрыльев подогнут на нижнюю сторону, частично прикрывает собой боковые части среднегруди, заднегруди и брюшка, образуя эпиплевры (вентрально загнутый край надкрыльев), отделенные от остальной части надкрыльев перегибом. Эпиплевры обычно широкие либо узкие, у Hyperaspis — с ямками. У некоторых видов надкрылья на вершине имеют поперечную складку или небольшую вырезку вдоль шва. Форма и окраска надкрыльев у каждого вида имеют свои отличия и являются важным систематическим признаком отдельных таксонов. Надкрылья преимущественно красного, оранжевого, жёлтого, коричневатого цвета с чёрными или белыми пятнами, которые часто сливаются в продольные или поперечные полосы и перевязи, образуя тем самым изменчивый рисунок; бывают также надкрылья чёрные с красными или жёлтыми пятнами. У представителей семейства известна широкая полиморфная изменчивость окраски надкрыльев.

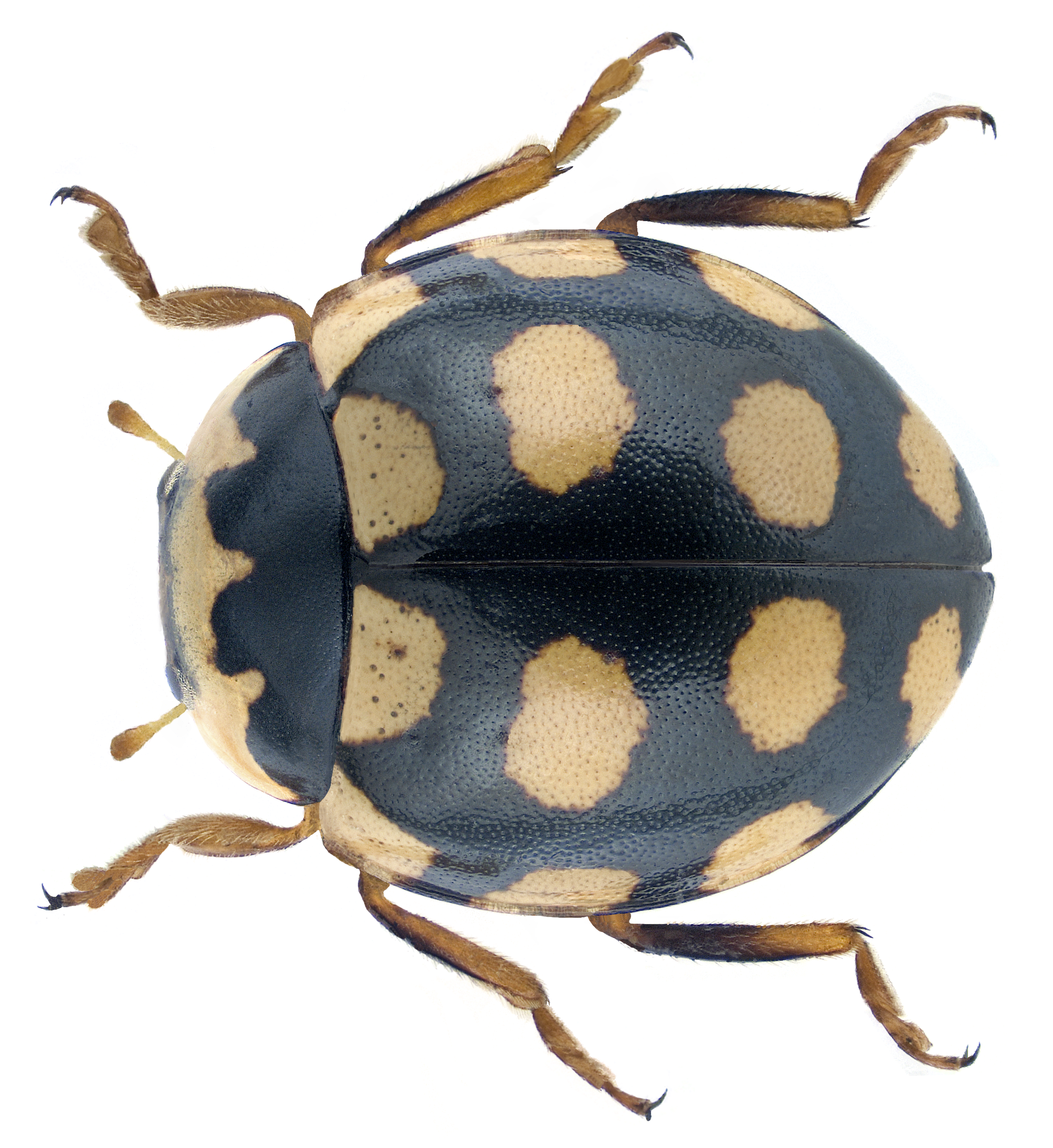
Coccinula quatuordecimpustulata

Собственно крылья удлиненные и широкие. Тип жилкования кантароидный: основная часть жилки М2 образует возвратную жилку, которая соединена с главным стволом на перегибе в виде крючка. У некоторых видов божьих коровок крылья редуцируются (например, Subcoccinella 24-punctata).
Брюшко снизу почти совсем плоское, сверху гораздо более плоское, чем надкрылья. Брюшко состоит из 10 тергитов, из которых первые 5—6 видимы, перепончатые, а остальные хитинизированные. Между 8-м и 9-м стернитами открывается генитальное отверстие. Стернит первого брюшного сегмента обычно наиболее широкий и имеет т. н. бедренные линии, которые могут быть неполными либо полными, раздваиваться в виде буквы V. Важным систематическим признаком (например, для Scymnini), является строение гениталий самцов, иногда самок.
Ноги всегда хорошо развиты. Они умеренно длинные, покрыты густыми короткими волосками. Голени и бедра тонкие. Лапки четырёхчлениковые или скрыточетырёхчлениковые (кажутся трёхчленистыми, так как третий, очень маленький, членик вместе с половиной четвёртого скрыт в борозде двухлопастного второго членика). Только у представителей трибы Lithophilini лапки явственно четырёхчлениковые. Последний членик лапки обычно имеет 2 коготка, различного строения у разных таксонов видов.
Половой диморфизм выражен слабо. У большинства видов вершина 5-го или 6-го стернита у самцов имеет вырезку или ямку, у самок — бугорок. У самцов некоторых видов 1-й членик передних и средних лапок расширен. Иногда самки и самцы различаются по рисунку на переднеспинке.

## Личинки

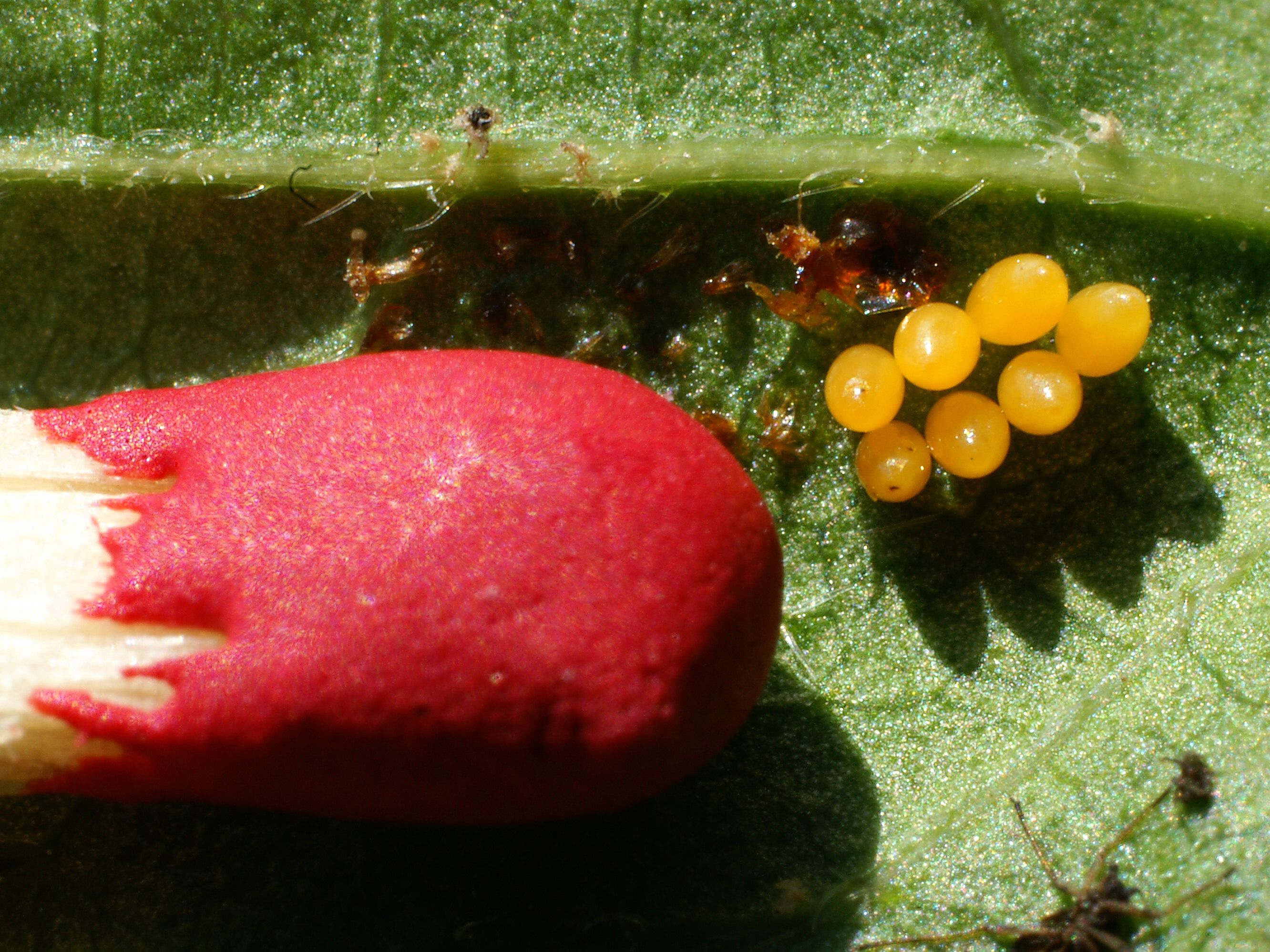
Яйца в сравнении с головкой спички

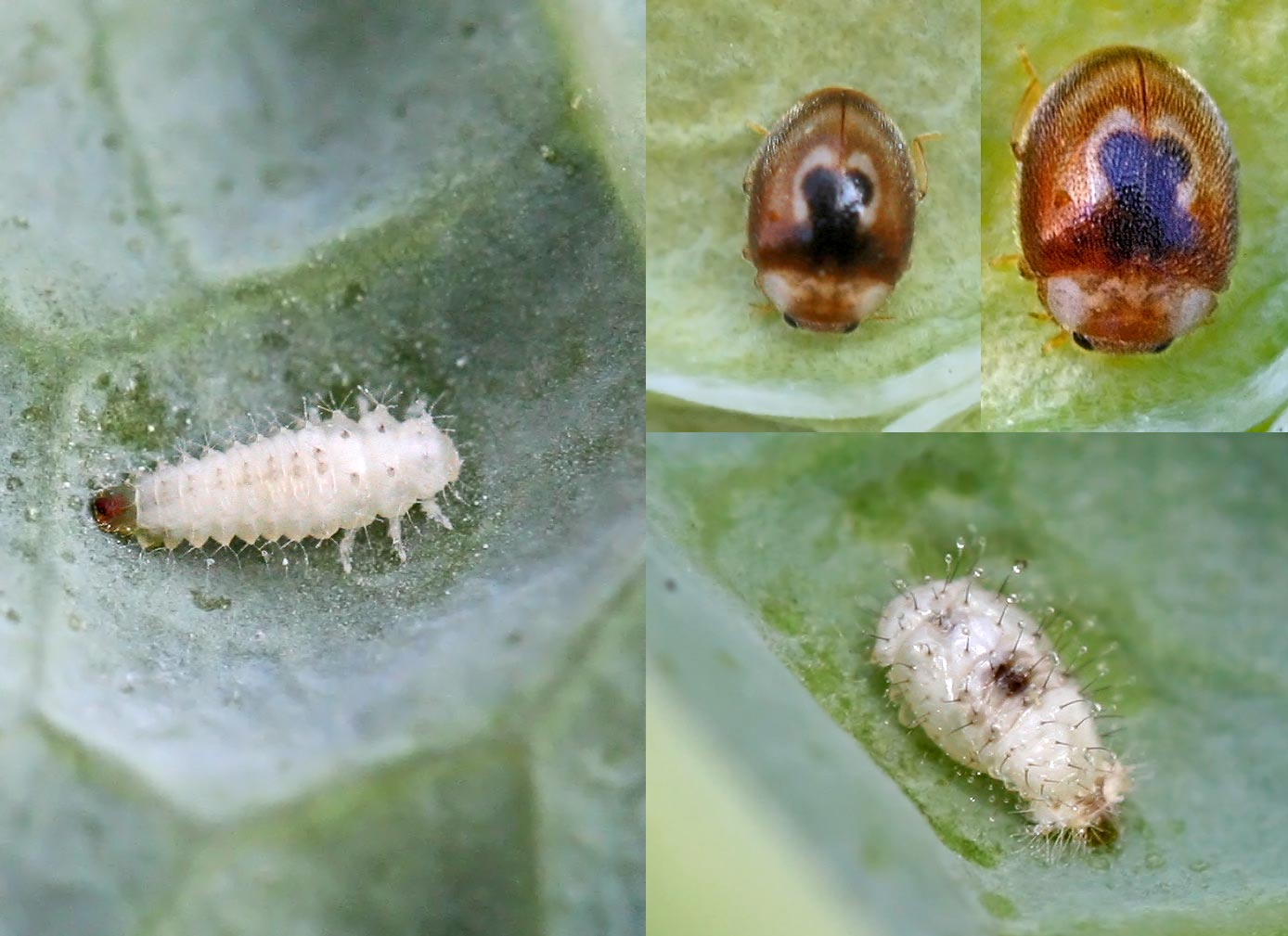
Цикл развития Clitostethus arcuatus

Личинки кокцинеллид принадлежат к камподеовидному типу — они подвижные, имеют вытянутое тело и три пары длинных грудных ног. Внешний вид личинок представителей семейства весьма разнообразен. Личинки большинства палеарктических видов относятся к так называемому кокцинеллоидному типу, который характеризуется веретеновидной формой тела, крупной головой и длинными ногами.
Голова личинок округло-четырёхугольная, примерно одинаковой ширины и длины. Её бока закруглены в той или иной степени либо прямые. На голове располагаются усики. Двучлениковые и одночлениковые усики являются характерными для специализированных родов, питающихся ложнощитовками. Вариации в строении усиков представлены сочетанием в разных комбинациях различной длины базального и апикального члеников (рода Hyperaspis, Nephus). Мандибулы у личинок треугольные либо серповидные, выступающие или слабо выступающие. Мандибулы по своему строению могут быть разделены на 2 типа. Первый — многозубчатые треугольной формы, с отсутствующей ретинакулой — свойственны видам (Subcoccinella) с растительноядным образом жизни. Мандибулы второго типа характерны для Coccinellinae, они серповидные, имеют на вершине 1—2 острых зубца, ретинакула развита. По бокам головы располагается по три простых глазка. Брюшко 10-члениковое, без хвостовых нитей на конце. Ноги длинные, больше ширины тела. Спинка имеет различные структуры, вооруженные щетинки, или покрыта белыми восковидными нитями.
Переднегрудь значительно длиннее и уже средне- и заднегруди. Дорсум переднегруди имеет 2 или 4, реже 6 щитков — квадратных, округло-квадратных или удлиненных, размещенных продольно. Дорсум средне- и заднегруди имеют 2 щитка овальной продолговатой, реже округлой формы, расположенными поперек сегментов. На своих наружных краях щитки покрыты различными щетинками.
Ноги удлинённые. Брюшко образовано 10 сегментами, последний из которых смещен на вентральную сторону и имеет форму присоски. Тергит IX сегмента на своей вершине чаще всего закругленной формы, иногда с конусовидным или треугольным выростом. Покровные образования на брюшке у личинок крайне разнообразны и могут быть использованы как важные таксономические признаки. Они представлены: бородавками, выростами различной формы и щетинками.

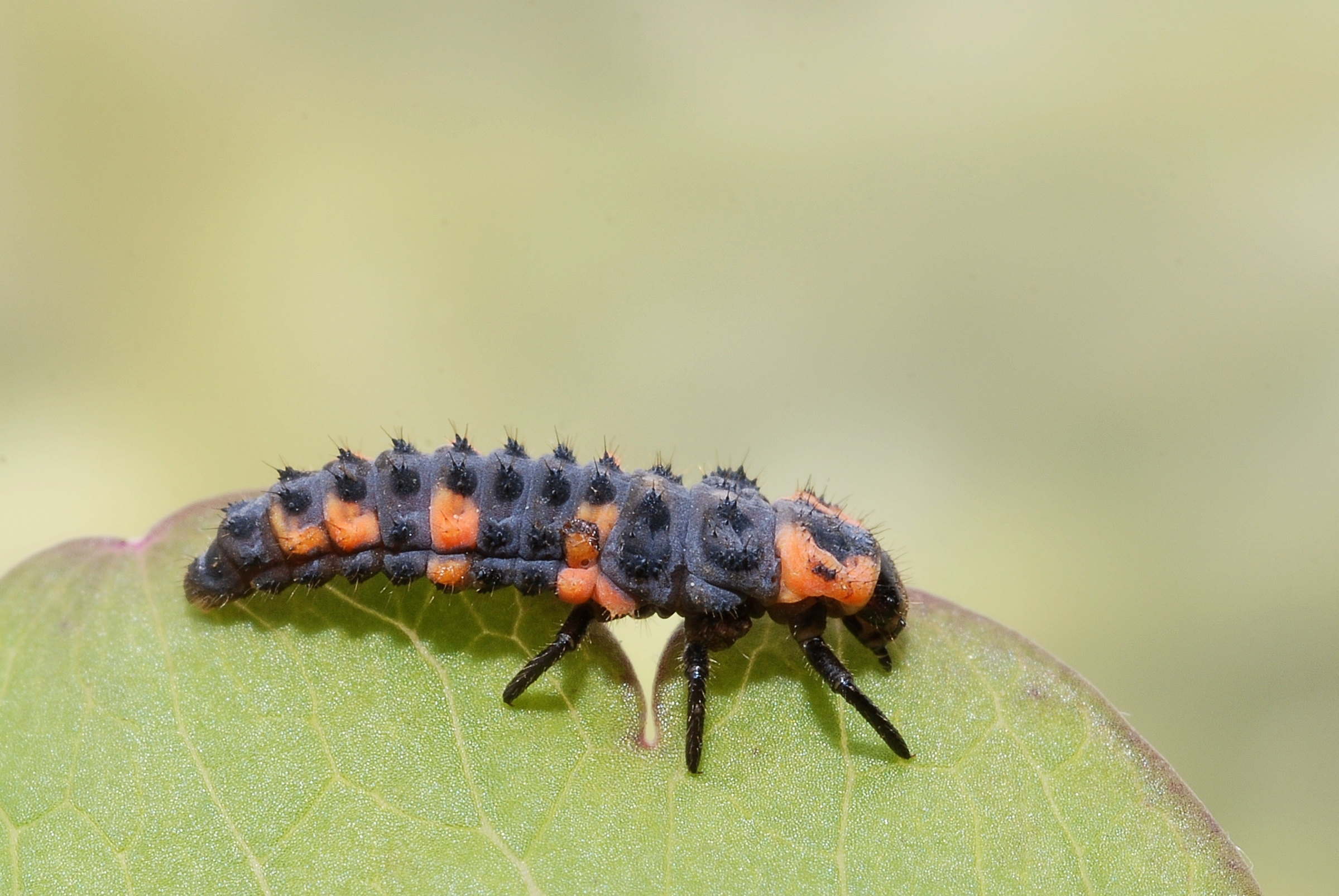
Личинка Coccinella quinquepunctata

Личинки проходят четыре возраста. Личинки I возраста имеют небольшие размеры, длина от 0,5 до 1,2—1,7 мм. В IV возрасте длина личинок составляет 5—8 мм, а некоторых — 17-18 мм. Личинки I возраста обычно имеют одноцветную окраску — тёмную или серую с белыми, жёлтыми, оранжевыми или красными пятнами. В старших возрастах личинки приобретают яркую и разнообразную окраску. Яркая окраска свойственна, как правило, видам питающимся тлями и открыто живущим в их колониях. Существует взаимосвязь между окраской и их поведением: чем активнее личинка, тем ярче окрашена (рода Coccinella, Coccinula, Anatis, Harmonia axyridis, Aiolocaria mirabilis, ус контрастным сочетанием в окраске насыщенного чёрного цвета с оранжевыми пятнами и полосами). Одноцветные, чаще тёмные личинки характерны для божьих коровок, питающихся ложнощитовками. Окраска личинок подвержена возрастной и индивидуальной изменчивости.
Жуки и личинки большинства видов являются хищниками-энтомофагами. Лишь немногие виды питаются растительной пищей.

## Биология и экология

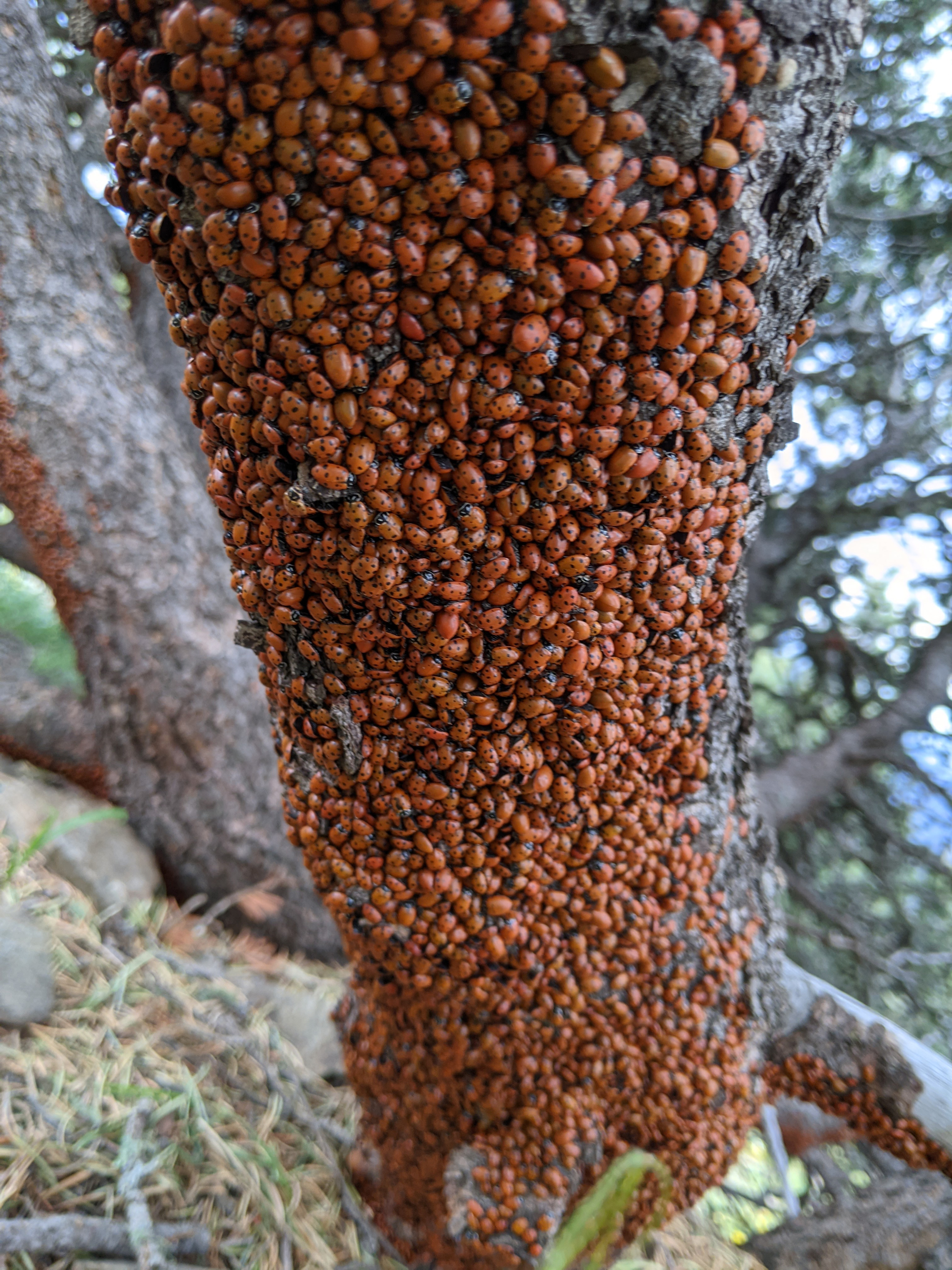
Скопление божьих коровок в штате Нью-Мексико, США

Большинство видов является приуроченным к определённым ландшафтным и географическим зонам, и каждая из них обычно характеризуется особым комплексом видов. Однако некоторые виды являются полизональными, например, Coccinella septempunctata, Coccinella undecimpunctata, Adonia variegata. Для видов семейства характерной является привязанность к определённой растительности. Одни из них обитают преимущественно на деревьях (Adalia bipunctata, Oenopia conglobata), другие — на травянистой растительности (Propylaea quatuordecimpunctata, Adonia variegata, Coccinula quatuordecimpustulata), третьи — на растительности любого типа (Coccinella septempunctata, Psyllobora vigintiduopunctata).
Считается полезным насекомым, так как поедает тлю, кокцидовых. Однако некоторые виды, такие как Epilachna varivestis, являются травоядными. Зимой божьи коровки собираются в скопления под опавшими листьями, под корой деревьев или камнями и там ждут прихода весны. Объединение в скопления помогает поддерживать температуру выше окружающей среды. В зависимости от наличия пищи эти насекомые живут от нескольких месяцев до года, и очень редко — до двух лет. Молодые особи всегда отличаются яркой окраской, которая постепенно тускнеет с возрастом, при этом оставаясь достаточно убедительным предупреждением для хищников, которые захотят посягнуть на жизнь насекомого.

## Экономическое значение

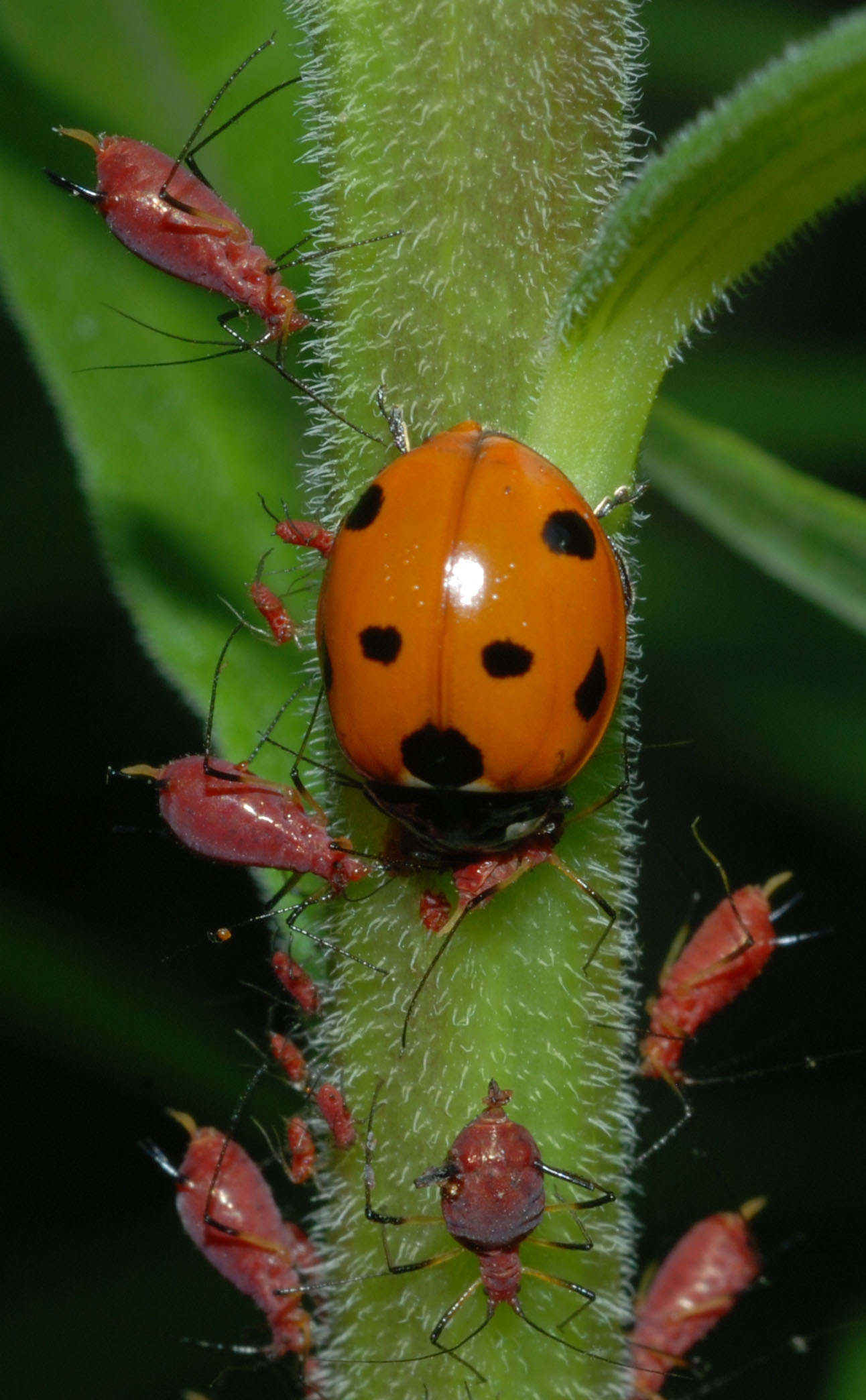
Семиточечная коровка, поедающая тлей

Божьи коровки относятся к числу эффективных насекомых-энтомофагов: они уничтожают многих вредителей сельскохозяйственных культур и представляют значительный интерес для разработки биологического метода борьбы с ними.
Растительноядные виды (фитофаги) распространены главным образом в странах с тёплым климатом, некоторые из них являются вредителями сельскохозяйственных культур, к их числу относятся фасолевый жук в Мексике и картофельная коровка на территории Ориентальной области. На территории стран СНГ обитает три растительноядных вида божьих коровок, имеющих экономическое значение: Subcoccinella vigintiquatuorpunctata (люцерновая двадцатичетырёхточечная), Henosepilachna vigintioctomaculata, Henosepilachna chrysomelina. Вид Henosepilachna vigintioctomaculata распространён на Дальнем Востоке, а также в Корее, Японии, Китае, где вредит картофелю и другим пасленовым, а также бахчевым культурам. На данной территории вид относится к числу первостепенных вредителей картофеля, не уступая колорадскому жуку. Henosepilachna chrysomelina распространён в Средней Азии и может повреждать бахчевые культуры. В южных районах России люцерновая коровка (Subcoccinella vigintiquatuorpunctata L.) иногда повреждает люцерну и высадки сахарной свёклы. В Смоленской, Саратовской и других областях средней полосы и юга России изредка повреждает люцерну, клевер и донник бесточечная коровка (Cynegetis impunctata L.). Bulaea lichatschovi в Средней Азии и Казахстане вид считается потенциальным вредителем сахарной свёклы.
Наибольшее значение в сельском хозяйстве имеют хищные божьи коровки как энтомофаги для многих вредителей. Они могут истреблять вредителей как во взрослом, так и в личиночном состоянии. Полезны истреблением вредных насекомых, особенно тлей и червецов; а некоторые виды поедают личинки и яйца листоедов, огнёвки кукурузной и других вредителей, таких как паутинные клещи. Как взрослые жуки, так и личинки характеризуются агрессивностью, высокой активностью, развитой поисковой способностью и исключительной прожорливостью. В природе божьи коровки участвуют в регуляции численности многих видов насекомых, преимущественно тлей. Кроме того, эти насекомые весьма прожорливы: личинки старших возрастов могут поедать за сутки до 70, а имаго — более 100 тлей. Личинки и жуки очень активны, разыскивают свою добычу, а имаго способны к перелётам на значительные расстояния.
Очень полезен и самый обычный вид семейства — семиточечная коровка (Coccinella septempunctata L.) — интродуцированная из Палеарктики в Америку для борьбы с местными и завезёнными вредителями. В 1899—1905 годах вид Halmus chalybeus был интродуцирован в Новую Зеландию для борьбы с вредителями цитрусовых.

## Ареал и места обитания
Известно более 8000 видов божьих коровок, которые распространены во всех частях света. Одни из них встречаются на всех растениях: деревьях, кустарниках или травах, на которых только есть тля; другие держатся только на полевых травах; третьи — на лугах, прилегающих к ручьям; четвёртые — только на деревьях; наконец, некоторые виды живут на тростнике и на других водяных растениях; последние отличаются более длинными ногами, которые помогают им держаться на растениях, легко гнущихся от ветра.

### Классификация

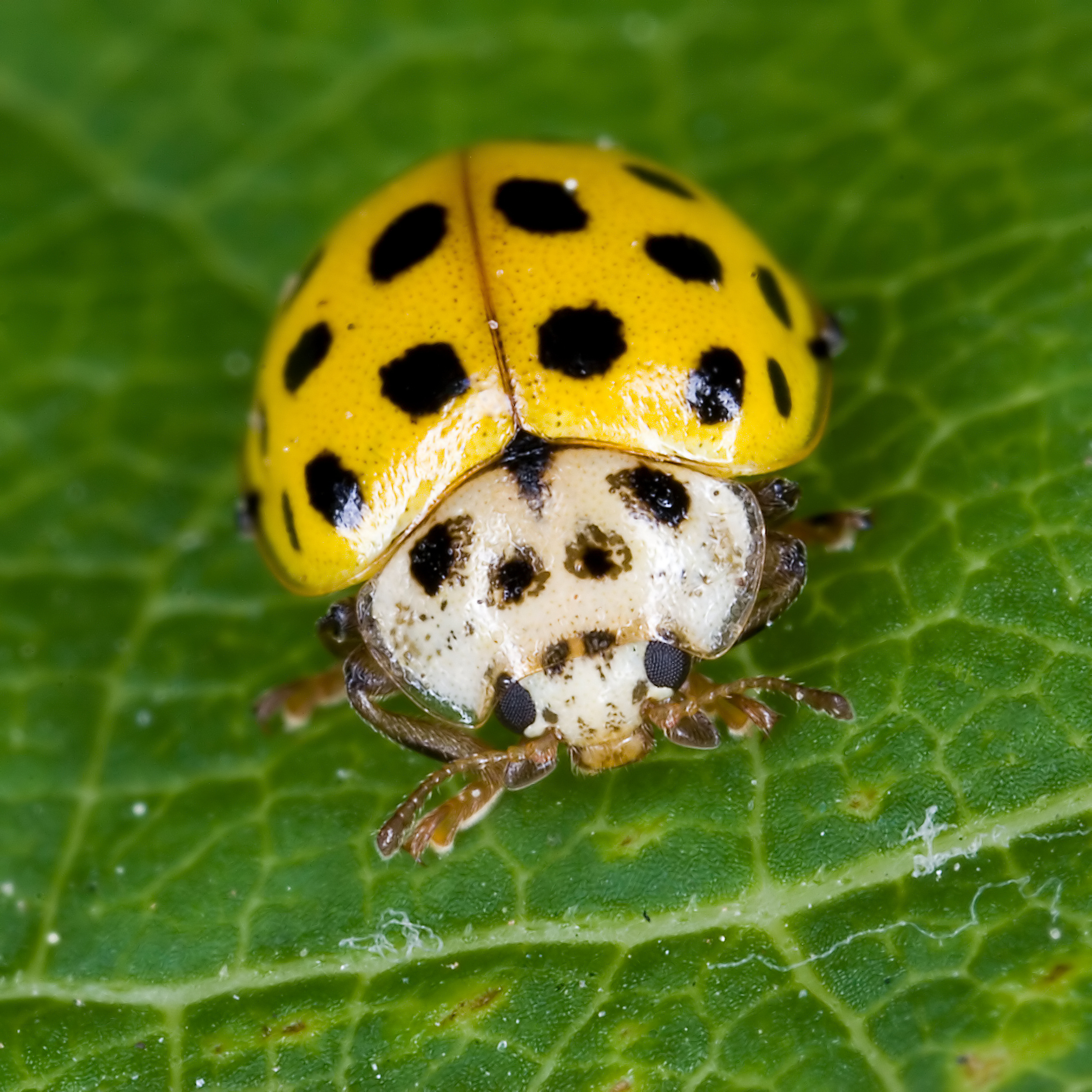
Двадцатидвухточечная коровка

В семейство божьих коровок входят около 360 родов. Вот лишь некоторые из них:
- Adalia — с видом Двухточечная коровка (Adalia bipunctata)
- Coccinellatypus
- Coccinula
- Harmonia
- Hippodamia
- Propylea
- Psyllobora
- Rhyzobius
- Scymnus
- Tytthaspis

## Палеонтология
В ископаемом состоянии божьи коровки известны только из кайнозоя. Древнейшие известные представители найдены в раннеэоценовом уазском янтаре (Франция).

## Этимология и фольклор
- Наиболее распространённый вариант наименования божьей коровки указывает на скот, принадлежащий богу или некоему божественному персонажу: рус. божья коровка, пол. biedronka, boża krówka, лит. boružėlė, сербохорв. божja о̀вчица, фр. bête à bon Dieu («животное Бога»), poulette à Dieu («курочка Бога»).
- Фольклорист С. З. Агранович, основываясь на работах лингвиста В. Н. Топорова, предполагает, что божья коровка у славян ассоциировалась с Мокошью, богиней земли и плодородия. Так, распространённая присказка: «Божья коровка, полети на небо, принеси мне хлеба, чёрного и белого — только не горелого» трактуется как просьба к богине об урожае. При этом указание на то, что хлеб может быть горелым, отсылает, по мнению исследователей, с одной стороны к чёрным точкам на надкрыльях насекомых, а с другой — к мифу об убийстве и расчленении Велеса богом-громовержцем Перуном[11].
- В Среднем Поволжье (Нижегородская область[12], Татарстан, Мордовия, Удмуртия) распространено региональное название «бабка-коробка»[13].
- В англоязычных странах божью коровку называют англ. ladybird, ladybug или lady beetle. Объединяющее эти названия слово англ. Lady подразумевает Деву Марию. Также в католических странах божья коровка считается насекомым Божьей Матери (ср. нем. Marienkäfer, исп. mariquita).[14] Одним из античных наименований жука в немецком языке было др.-в.-нем. Freyafugle, птица богини Фрейи. С христианизацией культуры Фрейю заменила Дева Мария. В нидерландском языке жук именовался нидерл. Ingetsje (маленький ангел), нидерл. Hemelbeestje (божье создание); в данный момент его имя — нидерл. Lieveheersbeestje (Создание нашего Господа Праведного). В немецком языке современное называние — нем. Marienkäfer (жук Марии)[15].
- Убийство божьей коровки в ряде культур запрещено. Божья коровка в западной культуре считается одним из символов удачи[16].

## Галерея

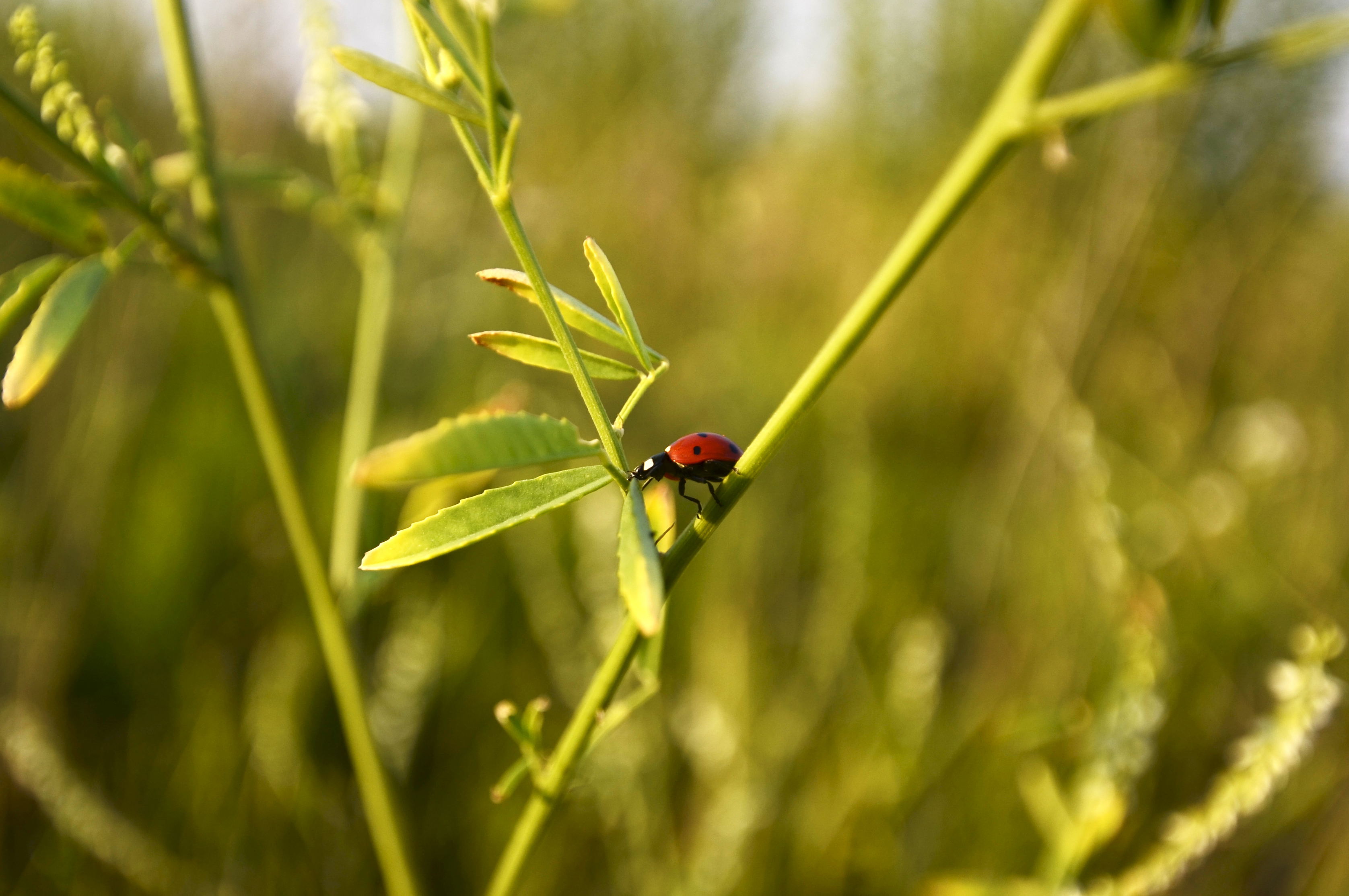
Божья коровка на растении
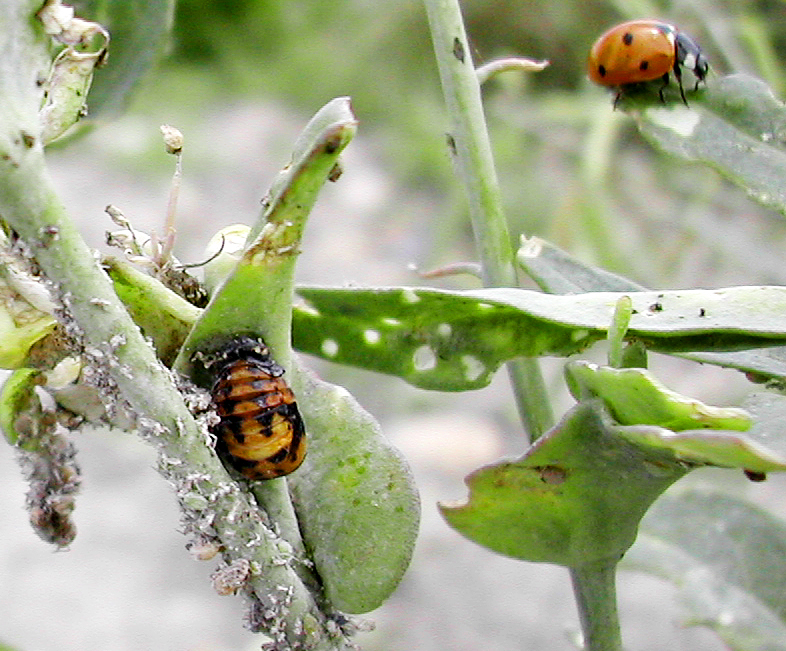
Куколка божьей коровки
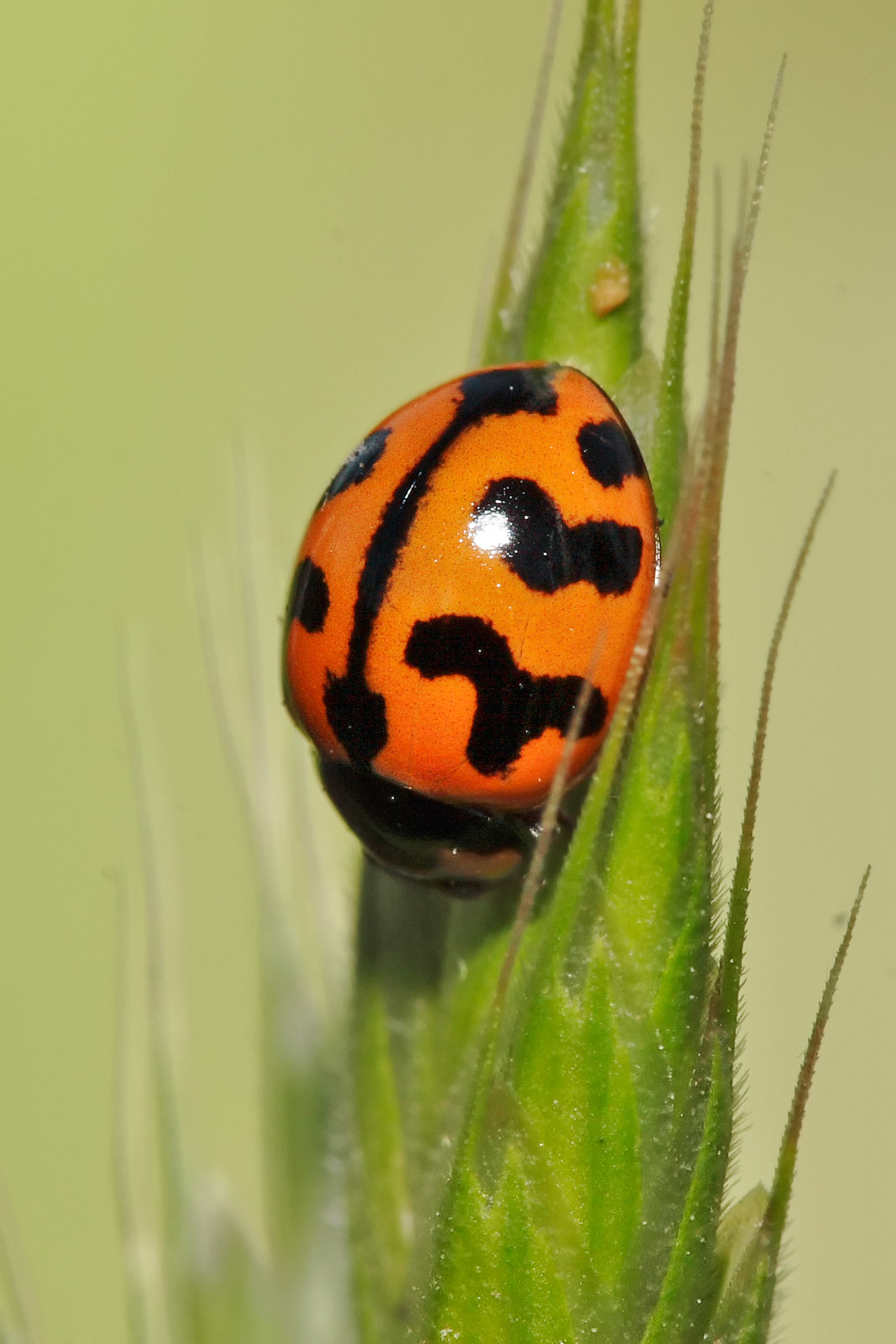
Coccinella (вид из США)
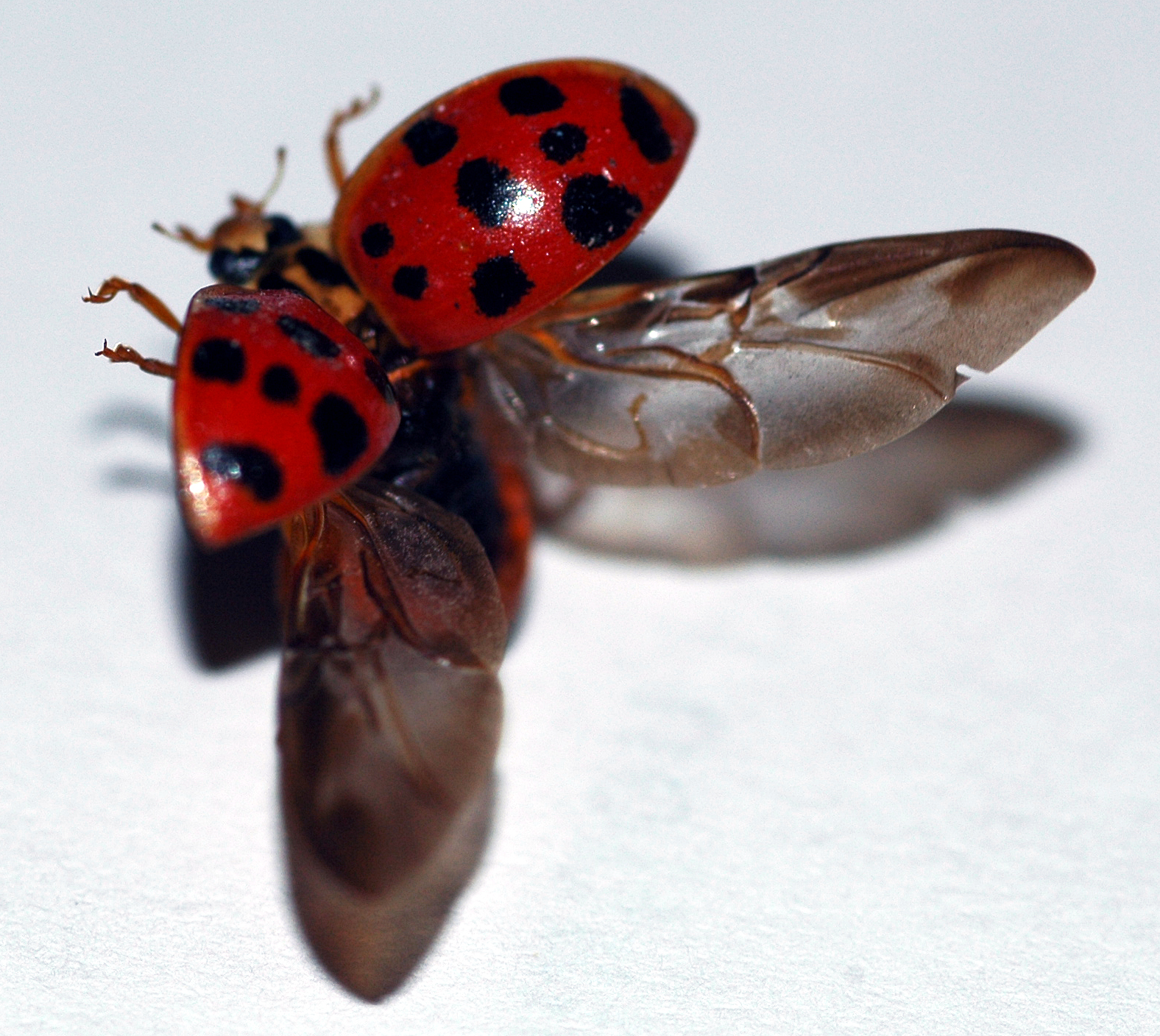
Harmonia axyridis с расставленными крыльями
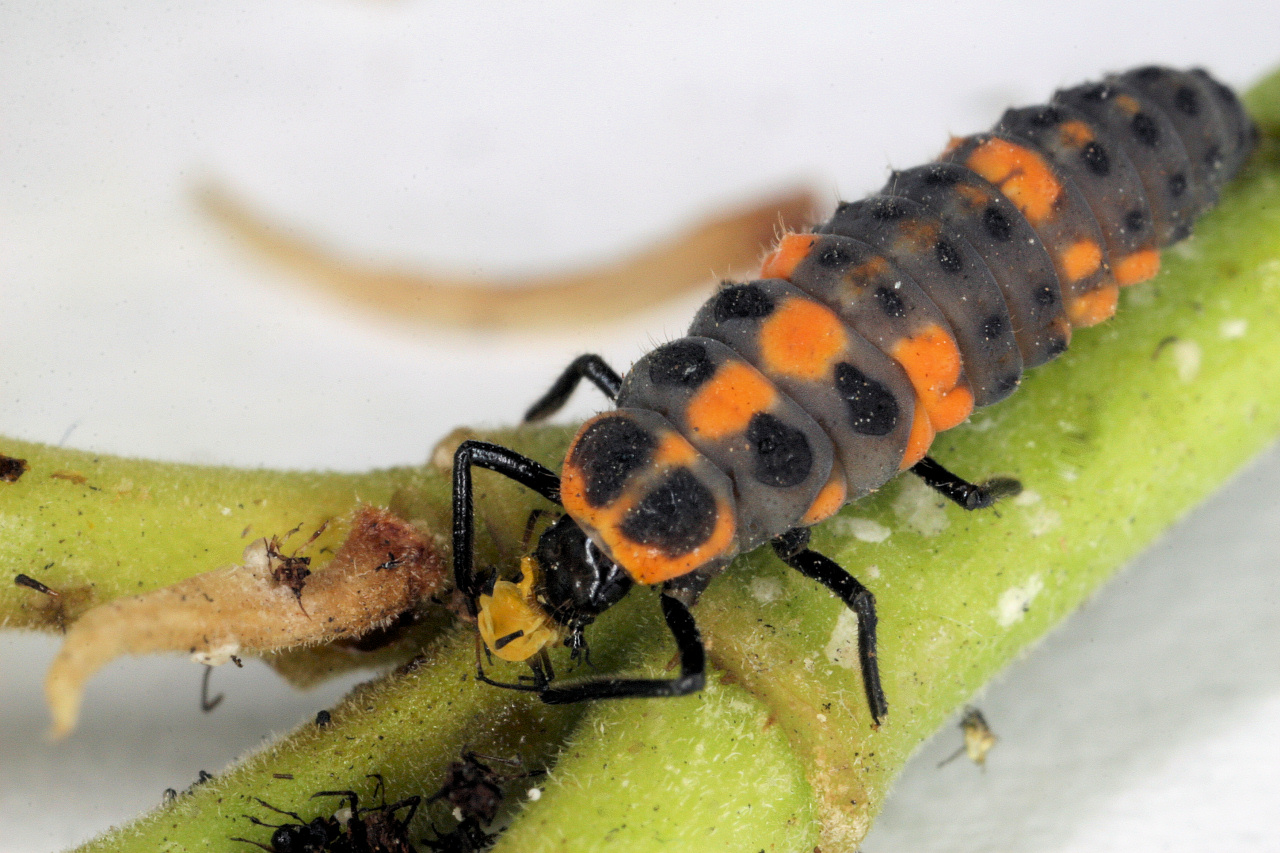
Личинка божьей коровки поедает тлю
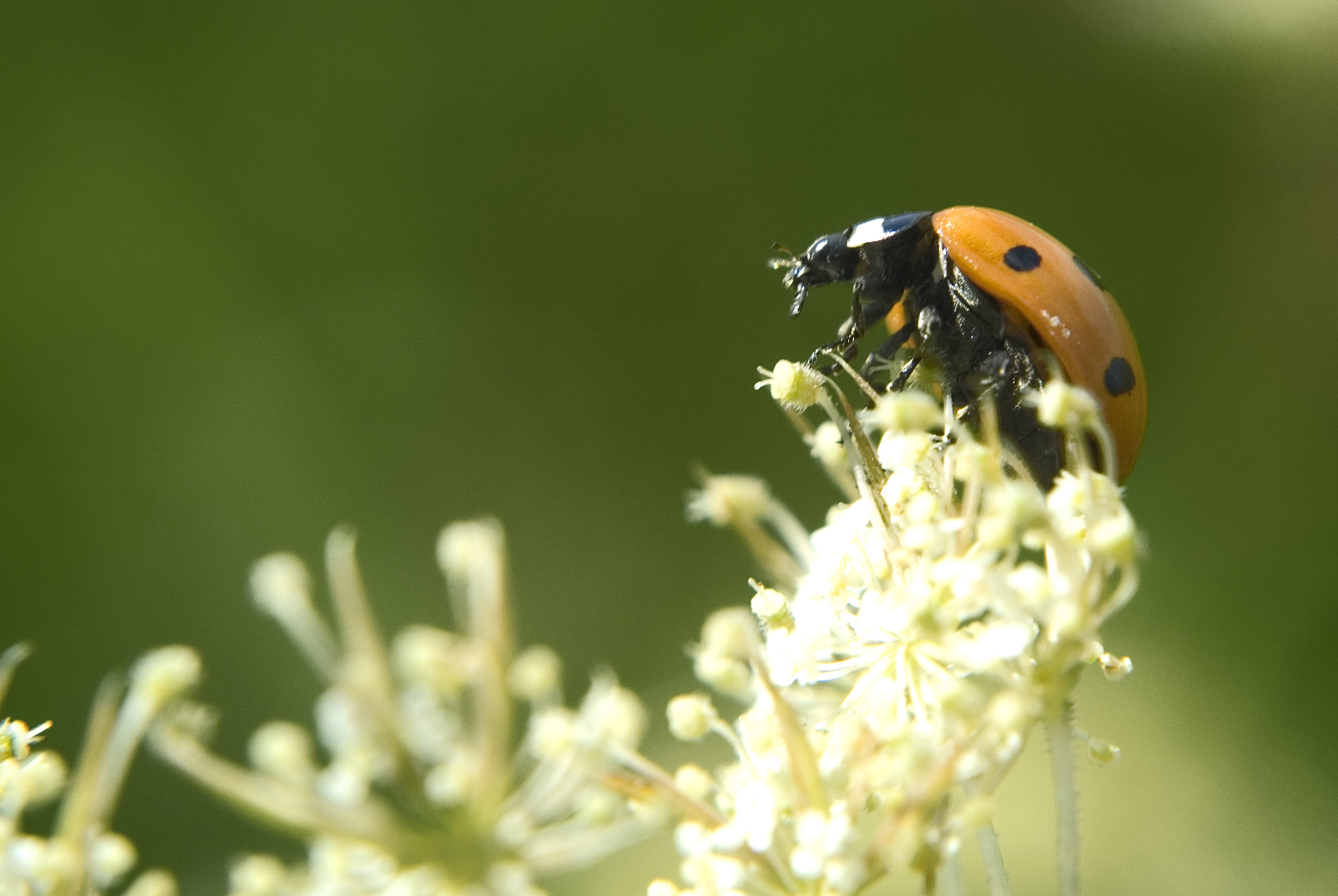
Coccinella septempunctata (божья коровка питается пыльцой от голода) (Канада)
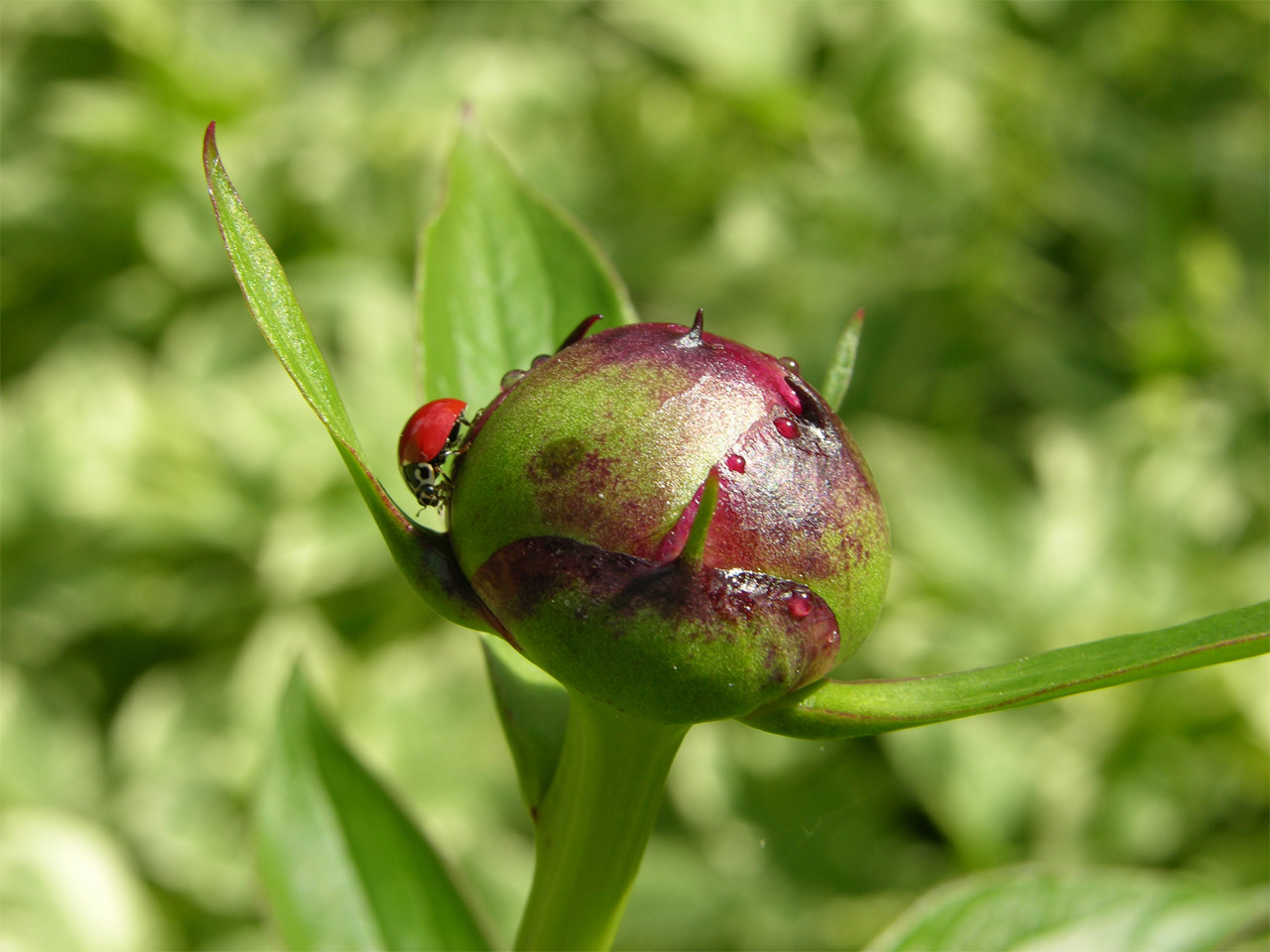
Cycloneda sp. на почке пиона (Paeonia); Рентон, Вашингтон, США
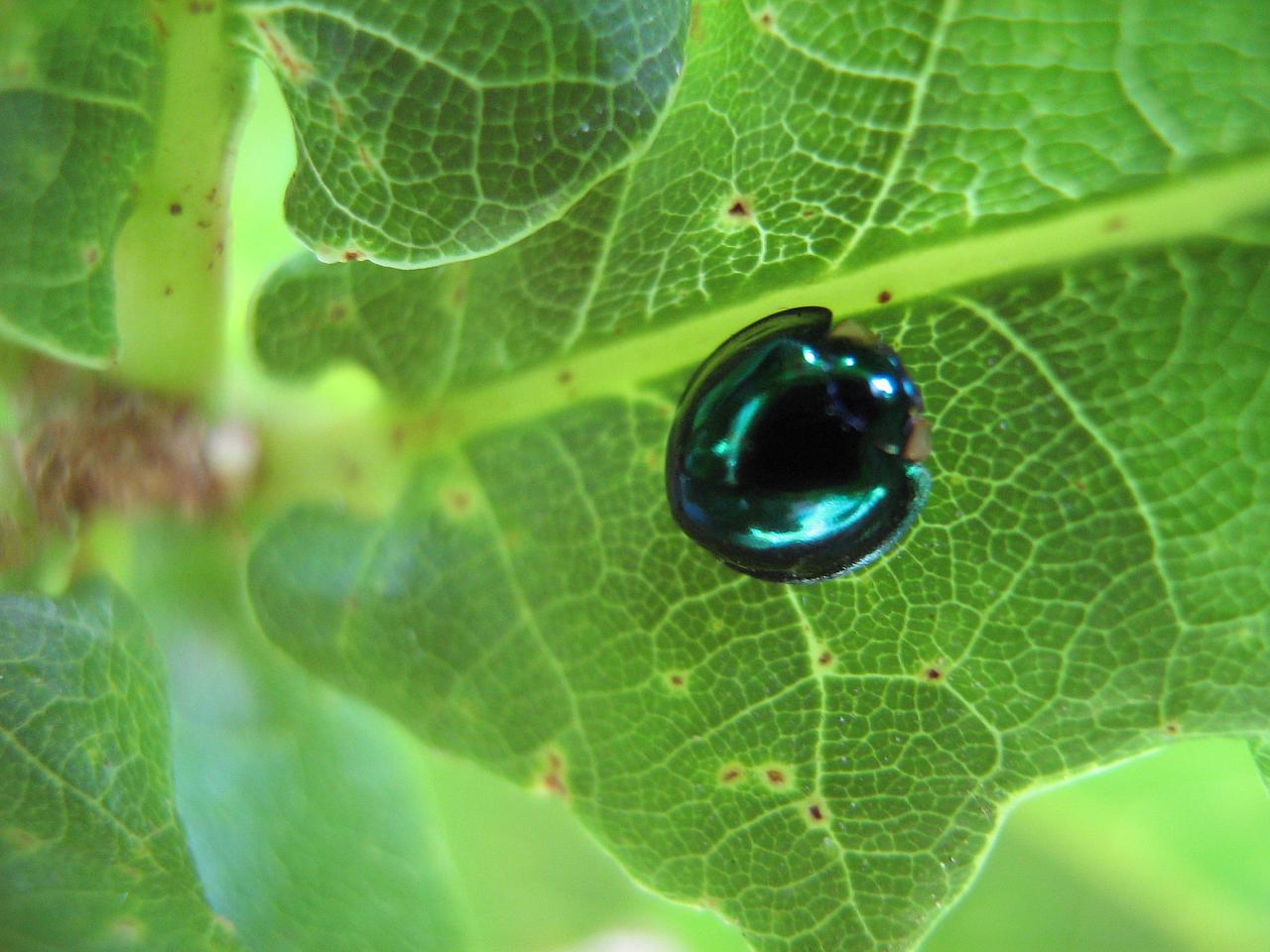
Синяя божья коровка (Halmus chalybeus) на дубовом листе
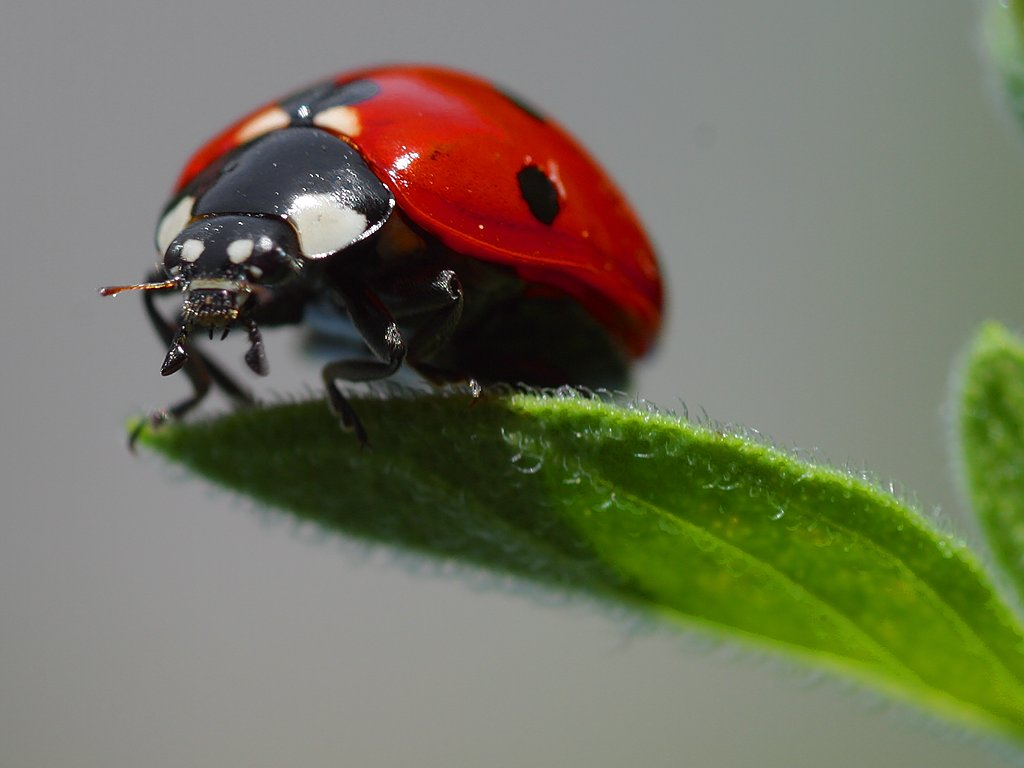
Coccinella septempunctata
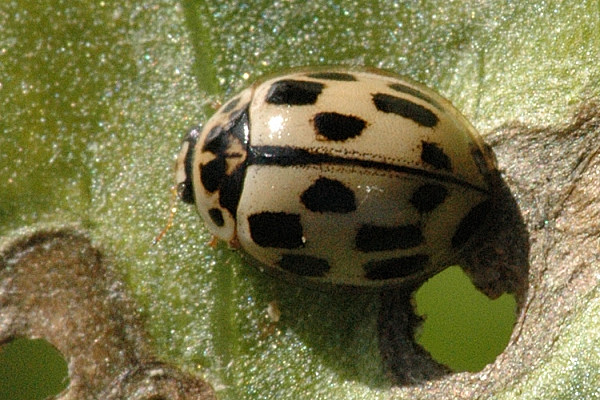
Четырнадцатиточечная коровка
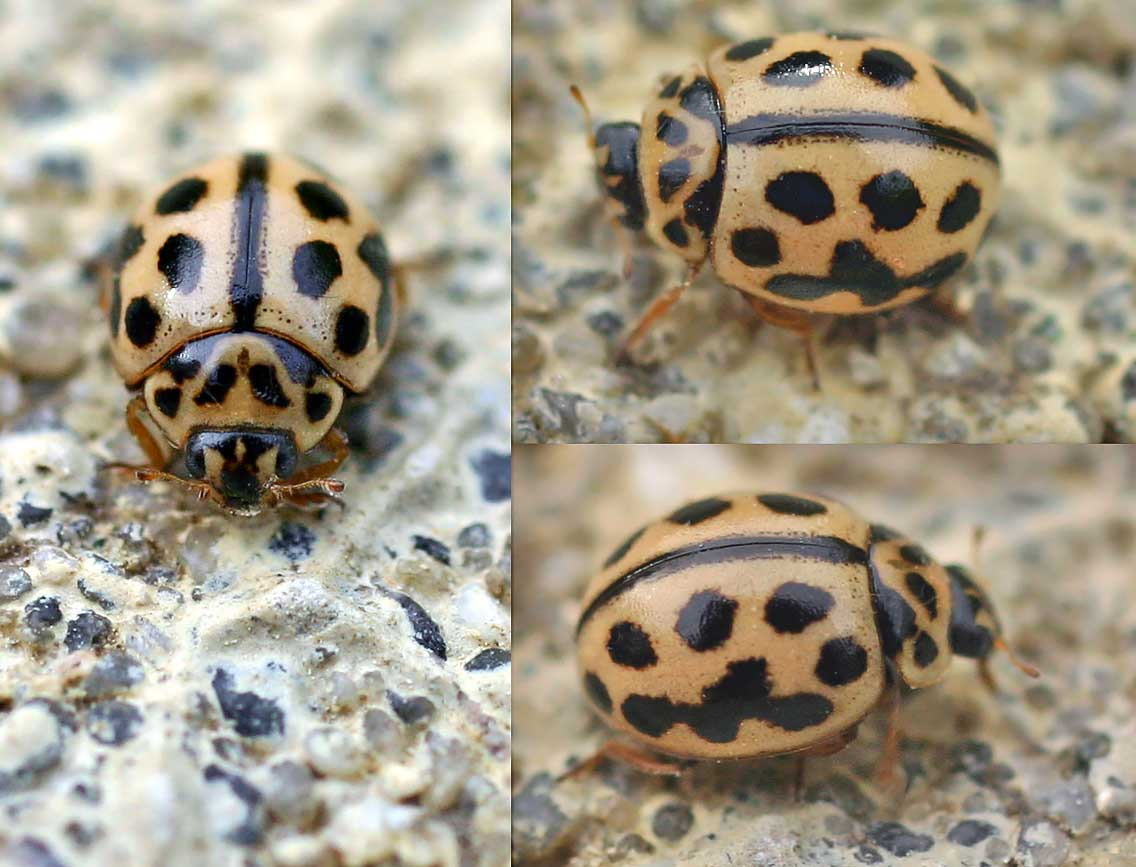
Tytthaspis sedecimpunctata
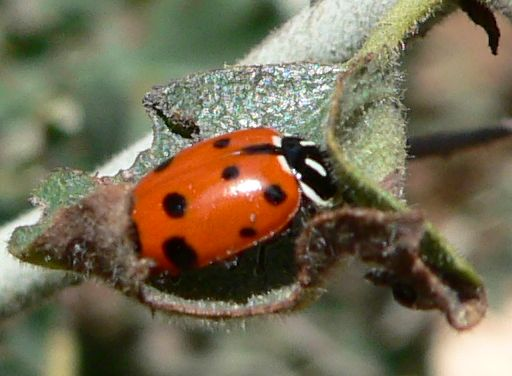
Hippodamia convergens
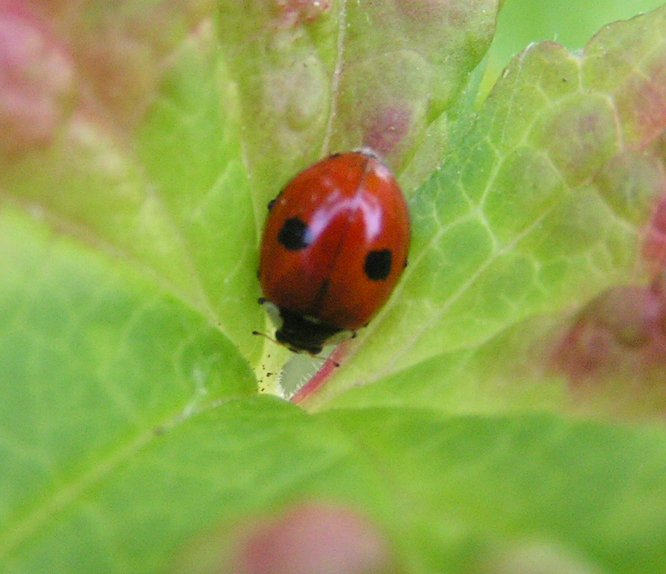
Двуточечная коровка
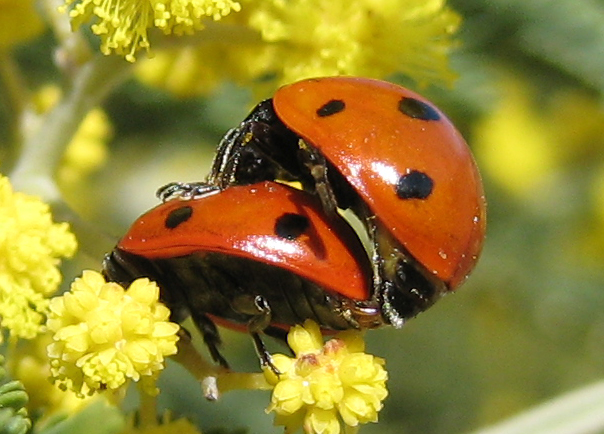
Спаривание семиточечных коровок
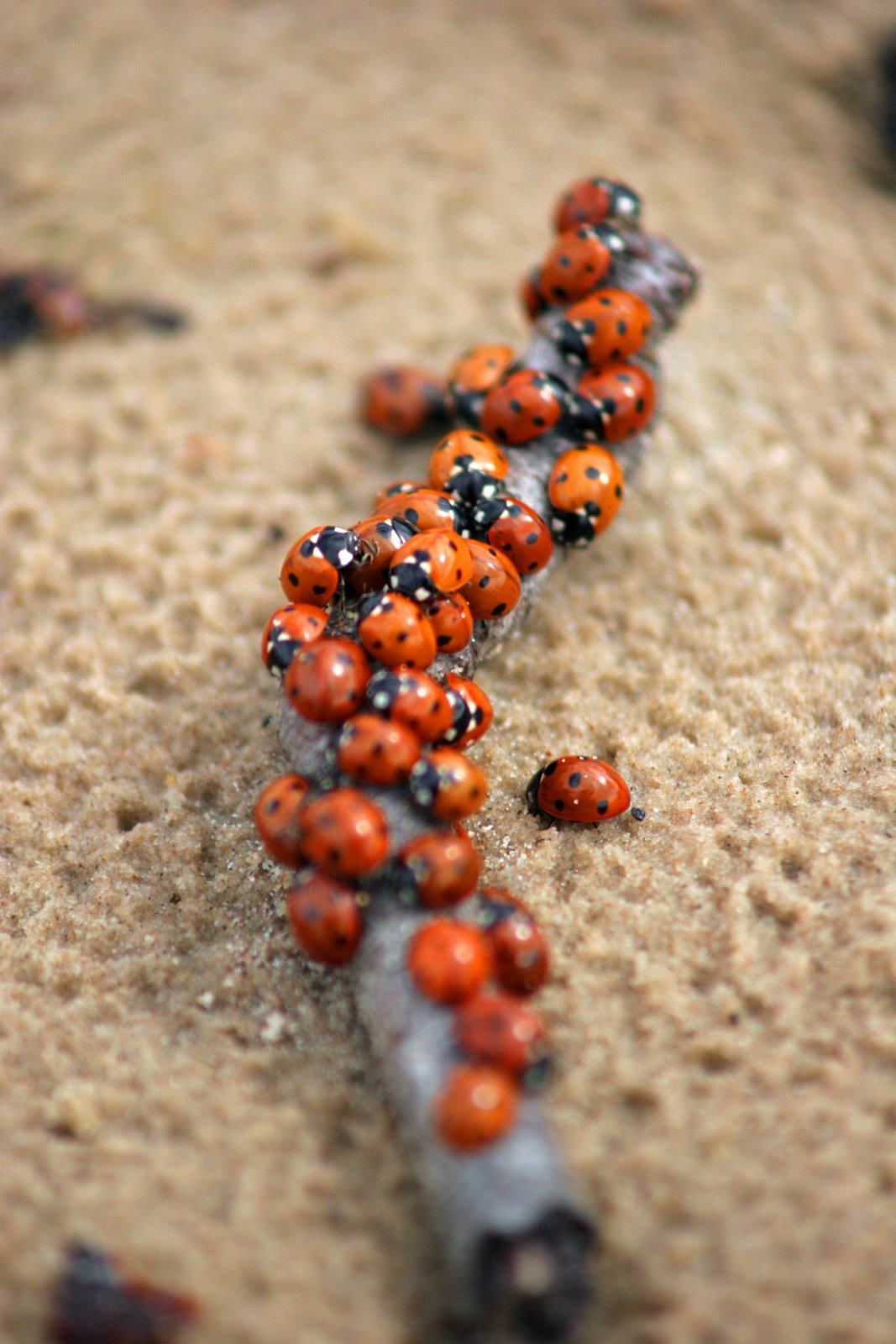
Семиточечные коровки на Рижском взморье